# Palpares inclemens
Palpares inclemens is een insect uit de familie van de mierenleeuwen (Myrmeleontidae), die tot de orde netvleugeligen (Neuroptera) behoort. 
Palpares inclemens is voor het eerst wetenschappelijk beschreven door Walker in 1853.